# Getö (Föglö, Åland)
Getö är en halvö i Åland (Finland). Den ligger i den sydöstra delen av landskapet, 40 km öster om huvudstaden Mariehamn.